# Біж (село)
Біж — село у Роменському районі Сумської області. Входить до складу Недригайлівської селищної громади. До 2016 року орган місцевого самоврядування — Хоружівська сільська рада.

## Населення

### Мова
Розподіл населення за рідною мовою за даними :
| Мова       | Кількість | Відсоток |
| ---------- | --------- | -------- |
| українська | 78        | 97.5%    |
| російська  | 2         | 2.5%     |
| Усього     | 80        | 100%     |

## Географія
Село Біж знаходиться на правому березі річки Біж, вище за течією на відстані 5 км розташоване село Біжівка (Конотопський район), нижче за течією на відстані 2 км розташоване село Шматове, на протилежному березі - село Голуби (Конотопський район) і селище Озерне. По селу протікає пересихаючий струмок з загатою. Поруч проходить автомобільна дорога Т 2504 .

## Історія
12 червня 2020 року, відповідно до розпорядження Кабінету Міністрів України № 723-р «Про визначення адміністративних центрів та затвердження територій територіальних громад Сумської області», село увійшло до складу Недригайлівської селищної громади.
19 липня 2020 року, в результаті адміністративно-територіальної реформи та ліквідації Недригайлівського району, село увійшло до складу новоутвореного  Роменського району.

## Відомі люди
Батьківщина художника Нестора Кізенка.